# Montigny-sur-Loing
Montigny-sur-Loing (pronuncia francese /mɔ̃.ti.ɲi.syʁ.lwɛ̃/) è un comune francese di 2 862 abitanti situato nel dipartimento di Senna e Marna nella regione dell'Île-de-France.

## Società

### Evoluzione demografica
Abitanti censiti

## Monumenti e luoghi d'interesse
- Chiesa dei San Pietro e San Paolo (Montigny-sur-Loing)